# 3219 Komaki
3219 Komaki è un asteroide della fascia principale. Scoperto nel 1934, presenta un'orbita caratterizzata da un semiasse maggiore pari a 3,0408563 UA e da un'eccentricità di 0,1244345, inclinata di 6,78960° rispetto all'eclittica.